# 十普寺
十普寺（じっぷじ）は、台湾台北市中正区に位置する寺院。本尊は阿弥陀仏・釈迦牟尼仏・薬師仏。

## 歴史
日本統治時代の明治38年（1905年）に、台北古亭で浄土真宗本願寺派の布教所として建立された。大正3年（1914年）に、了覚寺（りょうがくじ、旧字体は了覺寺）の寺号公称を許可された。寺号は明治43年（1910年）に廃寺となった「京都下京区油小路花屋町上ル西若松町」了覚寺の寺号に由来する。また、同寺伝来の法宝物を下付された。山号は城南山。
戦後、十普寺と改称、その後、何度か建て替えられ、現在はビル型寺院である。

## 佐久間左馬太と了覚寺
台湾総督・佐久間左馬太は本堂新築の際に金を寄付し、竣工の際に揮亳の「了覚寺」額面を奉納した。さらに総督退官後、自筆「汎愛」の額面を贈った。
昭和2年（1927年）、故総督十三回忌追弔法要を兼ね、境内に胸像を建てた。佐久間伯爵家よりは、総督遺品の軍刀・軍帽・軍服を寺宝として寄贈された。

## アクセス
- 台北捷運新店線・中和線古亭駅から徒歩5分。